# スタート・サムシング
「スタート・サムシング」（原題：Wanna Be Startin' Somethin'）は、1983年にマイケル・ジャクソンが発表した楽曲、及び同曲を収録したシングル。アルバム『Thriller』のスタート・トラックで、同作からの第4弾シングルとしてリリースされた。作詞・作曲ともジャクソン自身による。アルバム・バージョンは6分に及ぶが、7インチ・シングルでは短縮編集された。ライブで演奏されるのも短縮バージョンである（ライブ版ではテンポが速い）。
アメリカのビルボード誌では1983年7月16日に、週間ランキング最高位の第5位を獲得した。ビルボード誌1983年度年間ランキングは第60位。

## 概要
ワールドツアーでは必ず生歌で披露された曲であり、その際も“何かを始める”という曲名の意味に合わせて、最初または最初の方に演奏された。ドキュメンタリー映画『マイケル・ジャクソン THIS IS IT』でも、最初に演奏されている曲である。また同映画のサウンドトラックである、アルバム『マイケル・ジャクソン  THIS IS IT』でも、1番に収録されている。
ただ、マイケル自身は自分の頭の中でのイメージを完全に再現することができなかった、と多少の不満があるようである。

## 補足
2008年2月発表の『Thriller 25』に収録のリミックス・バージョンは、エイコンのボーカルをフィーチャー。マイケルのボーカルも新録されている。同バージョンはダウンロード販売もされた。
リアーナの楽曲「ドント・ストップ・ザ・ミュージック」で本曲がサンプリングされている。